# Eleição parlamentar na Zâmbia em 2006
Em 28 de setembro de 2006 Zâmbia realizou eleições para os seus 158-assentos na Assembleia Nacional. A eleição presidencial foi realizada no mesmo dia.

## Resultados
O Movimento para a Democracia Multipartidária garantiu 72 lugares, a Frente Patriótica retornou com 46 lugares, e a Aliança Democrática Unida coletou 27 lugares.
| Partidos | Votos | % | Assentos |
| --- | ----- | - | -------- |
| O Movimento para a Democracia Multipartidária |       |   | 74       |
| Frente Patriótica |       |   | 44       |
| Aliança Democrática Unida - Partido Unido para o Desenvolvimento Nacional - Partido Unido para a Independência Nacional - Fórum para a Democracia e Desenvolvimento |       |   | 27       |
| Partido Liberal Unido |       |   | 2        |
| Foco Nacional Democrático |       |   | 1        |
| Independente |       |   | 2        |
| Membros nomeados |       |   | 8        |
| Total (inclusive da-eleição 26 de outubro de 2006 |       |   | 158      |
| Fonte: African Elections |       |   |          |